# George Grey
Sir George Grey, KCB (14 de abril de 1812 – 19 de septiembre de 1898) fue un militar, explorador, administrador colonial y escritor inglés. Sirvió en una sucesión de cargos de gobierno: gobernador de Australia Meridional, dos veces gobernador de Nueva Zelanda, gobernador de la colonia del Cabo (Sudáfrica) y undécimo primer ministro de Nueva Zelanda.
Gray nació en Lisboa, Portugal, pocos días después de que su padre, el teniente coronel George Gray, fuera muerto en la batalla de Badajoz en España. Fue educado en Inglaterra. Después del servicio militar (1829-1837) y de dos viajes de exploraciones en Australia Occidental (1837-1839), Gray se convirtió en gobernador de Australia Meridional en 1841. Supervisó la colonia durante un difícil período de formación. A pesar de ser visto como menos práctico que su predecesor George Gawler, sus medidas fiscalmente responsables aseguraron que la colonia estuviera en buena posición cuando partió hacia Nueva Zelanda en 1845.
Podría decirse que fue la figura más influyente durante el asentamiento europeo de Nueva Zelanda durante gran parte del siglo XIX. Gobernador de Nueva Zelanda inicialmente desde 1845 hasta 1853, estableció la paz y se convirtió en un erudito pionero de la cultura maorí, escribiendo un estudio de su mitología e historia oral titulado Polynesian Mythology and Ancient Traditional History of the New Zealand Race (1855). Fue nombrado caballero en 1848. En 1854, Gray fue nombrado gobernador de la Colonia del Cabo en Sudáfrica, donde su resolución de las hostilidades entre los nativos y los colonos europeos fue elogiada por ambas partes. Gray fue nuevamente nombrado gobernador de Nueva Zelanda en 1861, tras la concesión de un grado de autogobierno a Nueva Zelanda, sirviendo hasta 1868. Fue nombrado primer ministro en 1877, en cuyo cargo sirvió hasta 1879.
Por filosofía política, Grey era un liberal gladstoniano y georgista, y evitó el sistema de clases para la prosaica vida del nuevo gobierno de Auckland que ayudó a establecer.

## Primeros años
George Grey nació en Lisboa, Portugal, siendo el único hijo del teniente coronel George Grey, del 30.º Regimiento de Infantería de Cambridgeshire quien falleció en 1812 en la batalla de Badajoz en España, pocos días antes de su nacimiento. Su madre, Elizabeth Anne nacida Vignoles, desde el balcón de su hotel en Lisboa, escuchó a dos oficiales hablar sobre la muerte de su esposo, lo que le ocasionó un parto prematuro. Era hija de un soldado irlandésretirado, convertido en clérigo, alcalde y más tarde reverendo John Vignoles. El abuelo de Grey era Owen Wynne Gray (ca. 1745 - 6 de enero de 1819). El tío de Grey era John Gray, que era el hijo del segundo matrimonio de Owen Wynne Gray.
Grey fue enviado a la Royal Grammar School en Guildford, Surrey, y fue admitido en el Real Academia de Sandhurst en 1826. A comienzos de 1830, ya era alférez del 83.º Regimiento de Infantería. Ese mismo año, su regimiento fue enviado a Irlanda, donde Grey desarrolló gran simpatía por el campesinado irlandés, cuya miseria lo impresionó en gran medida. Fue ascendido a teniente en 1833 y obtuvo un certificado de primera clase en los exámenes de la Real Academia de Sandhurst en 1836.

## Exploraciones
En 1837, a la edad de 25 años, Grey lideró una expedición catastróficamente mal preparada, cuyo objetivo era explorar el Noroeste de Australia partiendo desde la Ciudad del Cabo. Los colonos británicos en Australia en ese momento conocían poco de la región y solo un miembro del grupo de Grey había estado allí antes. En esa época, se creía posible que uno de los ríos más grandes del mundo podría drenar en el océano Índico desde el noroeste de Australia; si ese fuera el caso, la región por la que fluía podría ser adecuada para la colonización. Grey, con el teniente Franklin Lushington, del noveno regimiento de pies (East Norfolk), se ofreció a explorar la región. El 5 de julio de 1837, zarparon de Plymouth al mando de un grupo de cinco, siendo los otros Lushington; William Walker, cirujano y naturalista; y los caporales John Coles y Auger de los Royal Sappers and Miners. Otros se unieron al grupo en Ciudad del Cabo, y a principios de diciembre desembarcaron en la bahía de Hannover (al oeste de la isla Uwins, en el archipiélago de Bonaparte). Viajando hacia el sur, la partida trazó el curso del río Glenelg. Después de experimentar naufragios en los botes, de casi ahogarse, de estar completamente perdidos, y de que el propio Gray fuera golpeado en la cadera durante una escaramuza con los aborígenes, la partida se rindió. Después de ser recogidos por el HMS Beagle y la goleta Lynher, fueron llevados a la isla de Francia (hoy Mauricio) para recuperarse.
Dos años más tarde, Gray regresó a Australia Occidental y nuevamente naufragó con su grupo, incluyendo nuevamente al cirujano Walker, en Kalbarri; fueron los primeros europeos en ver el río Gascoyne, pero luego tuvieron que caminar hasta Perth, sobreviviendo en el viaje a través de los esfuerzos de Kaiber, un hombre de whadjuk noongar (es decir, un indígena de la región de Perth), que se ocupó de conseguir los alimentos y donde se podía encontrar agua (sobrevivieron bebiendo barro líquido). Aproximadamente por esa época, Gray aprendió el idioma noongar, uno de los pocos europeos capaces de entenderlo.
En julio de 1839, Gray fue ascendido a capitán y nombrado Magistrado Residente temporal en King George Sound, Australia Occidental, tras la muerte de Sir Richard Spencer RN KCH, el anterior Magistrado Residente.

## Matrimonio e hijos
El 2 de noviembre de 1839 en el King George Sound, Grey se casó con Eliza Lucy Spencer (1822-1898), hija del difunto Magistrado Residente. Su único hijo, nacido en 1841 en Australia del Sur, murió a los 5 meses. No fue un matrimonio feliz. Grey, obstinado en sus asuntos domésticos como en su primera expedición, acusó injustamente a su esposa de coquetear con el contralmirante Sir Henry Keppel en el viaje a Ciudad del Cabo realizado en 1860; él la despidió. Ella vivió una vida de miseria hasta que la vejez trajo una reunión formal, pero coexistieron infelizmente hasta 1897.
Grey adoptó a Annie Maria Matthews (1853–1938) en 1861, tras la muerte de su padre, su medio hermano, Sir Godfrey Thomas. Ella se casó con Seymour Thorne George el 3 de diciembre de 1872 en la isla de Kawau.

## Gobernador de Australia Meridional
Grey fue el tercer gobernador de Australia Meridional desde 1841 hasta 1845. Supervisó esta colonia durante un período formativo difícil. Sus medidas fiscalmente responsables aseguraron que la colonia adquiriera una buena forma durante el tiempo en que se marchó a gobernar Nueva Zelanda.

## Gobernador de Nueva Zelanda
Grey ejerció dos veces como Gobernador General de Nueva Zelanda: primero desde 1845 hasta 1853 y, nuevamente, desde 1861 hasta 1868. Fue una de las figuras más influyentes durante el asentamiento europeo de Nueva Zelanda del siglo XIX.

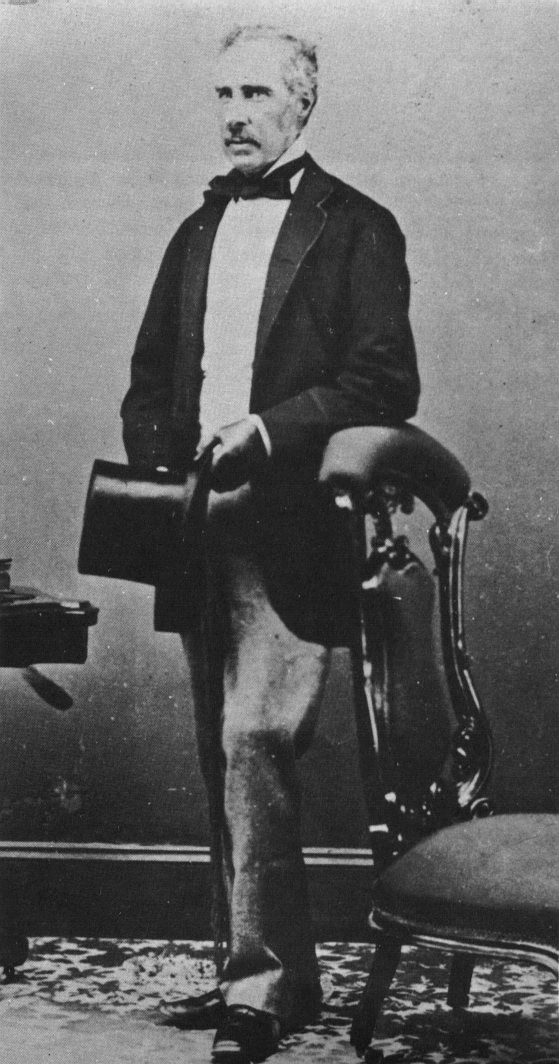
Fotografía de George Grey.

### Primer período
Grey fue nombrado tercer gobernador de Nueva Zelanda en 1845. Durante la titularidad de su predecesor, Robert FitzRoy, se produjeron enfrentamientos violentos entre los colonos y los maoríes en varias partes de la Isla Norte, mayormente debido a reclamos por tierras. En la zona de Nelson, ignorando el rechazo de los Ngāti Toa, los colonos intentaron ocupar tierras en el distrito de Wairau, teniendo como resultado veintidós colonos y, por lo menos, cuatro maoríes muertos en un intento de arrestar a los jefes Te Rauparaha y Te Rangihaeata. En el extremo norte del país, los jefes Ngā Puhi Hone Heke y su aliado Kawiti actuando por temor a que los europeos tomen todas sus tierras habían iniciado una revuelta contra la autoridad británica. A pesar del hecho de que la mayor parte de los Ngā Puhi estaba de parte del gobierno, los británicos habían sido terriblemente golpeados en Ohaeawai. Grey, armado con apoyo financiero y militar que le había sido negado a FitzRoy, ocupó la fortaleza de Kawiti ubicada en Ruapekapeka, misma que ya había sido evacuada. Luego, Grey evitó directamente confrontar a Heke y a Kawiti, reconociendo efectivamente una victoria parcial maorí y ofreciendo garantías a los maoríes de que no se les confiscaría sus tierras. En el sur, Grey arrestó a Te Rauparaha y lo encarceló. Sus acciones llevaron al conflicto a su fin por los siguientes diez años. Grey acusaba de las disputas en el norte al misionero Henry Williams, considerándolos como "no mejores que intermediarios de tierras", cuyo deseo por tierras requeriría "un gran gasto de sangre y dinero británico".
Durante el primer período de Grey como gobernador de Nueva Zelanda, fue nombrado caballero comendador de la Orden del Baño (1848). Grey influenció en gran medida en la forma final del Acta de Constitución de Nueva Zelanda de 1852, después de que la Constitución de 1846 fuera suspendidas a su solicitud (Grey fue brevemente "gobernador en jefe2). Asimismo, Grey supervisó el establecimiento de las primeras provincias de Nueva Zelanda. No obstante, adquirió mayor respeto en particular por su manejo de los asuntos maoríes de 1845 a 1653. Se esmeró en mostrar a los maoríes que él cumplía los términos del Tratado de Waitangi asegurándoles que sus derechos territoriales serían completamente reconocidos. En el distrito de Taranaki, los maoríes estaban muy renuentes a vender sus tierras, pero en otras partes Grey tuvo mucho más éxito y casi 33 millones de acres (130.000 km²) fueron vendidos por los maoríes, teniendo como resultado la rápida expansión de los asentamientos británicos. A diferencia de estos avances, Grey no logró asimilar a los maoríes, a pesar de múltiples intentos debido a que le faltaban los medios financieros para realizar sus proyectos. Si bien subsidió escuelas de misioneros con la condición de que enseñaran inglés solo unos cuantos cientos de niños maoríes asistieron a ellas.

### Segundo período

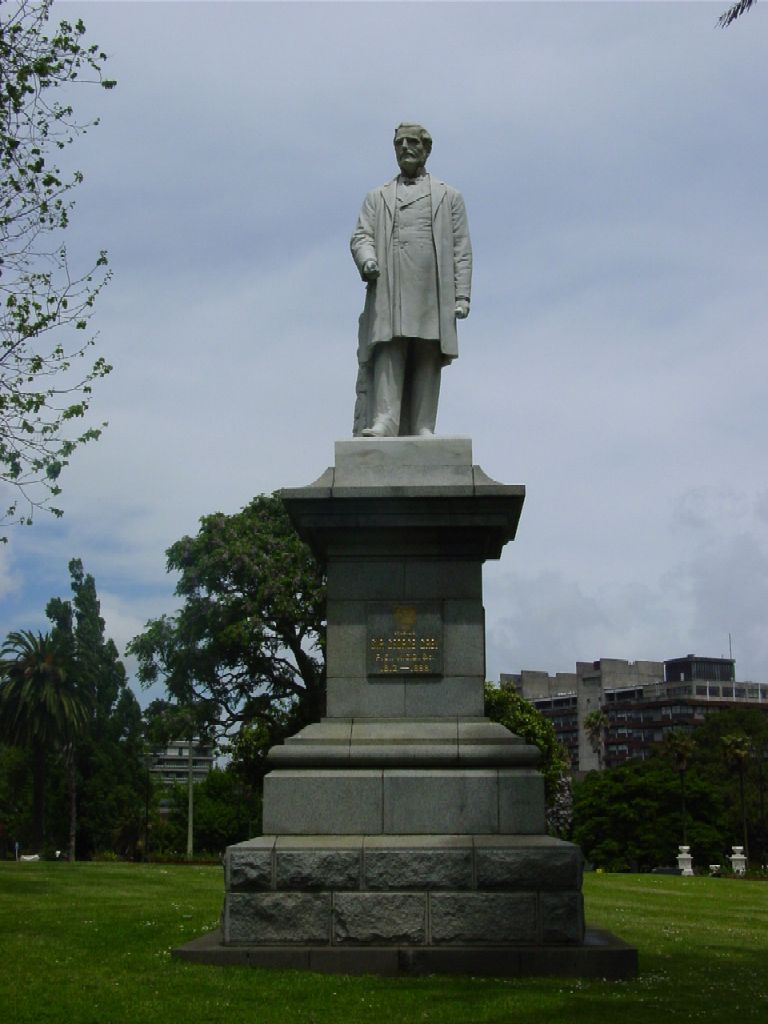
Estatua de George Grey en Albert Park, Auckland.

Grey fue nombrado nuevamente gobernador de Nueva Zelanda en 1861, tras la concesión de un grado de autogobierno a Nueva Zelanda, hasta 1868. Su segundo período como gobernador fue muy diferente que el primero, ya que debió lidiar con las demandas de un parlamento elegido. 
Grey era muy respetado por los maoríes y, a menudo, viajaba con una compañía de jefes tribales, a quienes indujo a escribir sus relatos sobre las tradiciones, leyendas y costumbres maoríes. Su principal informante Wiremu Maihi Te Rangikāheke, le enseñó a hablar maorí.

Aprendió maorí y persuadió a las autoridades maoríes que se comprometieran a escribir sus leyendas y tradiciones, algunas de las cuales fueron subsecuentemente publicadas... Sus documentos coleccionados resultarían ser el mayor repositorio de manuscritos de idioma maorí.
The Penguin History of New Zealand

Grey compró la isla Kawau en 1862 en su retorno a Nueva Zelanda para su segundo período como gobernador. Por 25 años, gastó grandes sumas de su patrimonio personal en el desarrollo de la isla, incluyendo la ampliación y remodelación de la Mansion House, la ex residencia del superintendente de la mina de cobre. Allí, plantó una amplia gama de árboles y arbustos exóticos, aclimatizó a muchos pájaros y otras especies animales y amasó una colección reconocida de libros raros y manuscritos, curiosidades y artefactos del pueblo maorí sobre el cual gobernaba.
Grey lanzó la Invasión del Waikato en 1863 para tomar control de la rica región agrícola maorí. La guerra trajo muchas tropas británicas a Nueva Zelanda. A fines de los años 1860, el gobierno británico determinó el retiro de las tropas imperiales de Nueva Zelanda. Con el apoyo del primer ministro de Nueva Zelanda Edward Stafford, Grey evadió instrucciones de la oficia colonial para finalizar el retorno de los regimientos que había comenzado en 1865 y 1866. Al final, el gobierno británico retiró a Grey en febrero de 1868, quien fue reemplazado por George Bowen.

## Gobernador de la colonia del Cabo
Grey fue gobernador de la colonia del Cabo del 5 de diciembre de 1854 al 15 de agosto de 1861. Fundó la Universidad Grey en 1855 y la escuela secundaria Grey en Port Elizabeth en 1856. En Sudáfrica, Grey lidió firmemente con los nativos y más de una vez actuó como árbitro entre el gobierno del Estado Libre de Orange y los nativos e incluso llegó a la conclusión que una Sudáfrica federada sería buena para todos. El Estado Libre de Orange habría estado dispuesto a unirse a la federación y es probable que Transvaal también habría aceptado; sin embargo, Grey estaba cincuenta años adelantado y la administración colonial no accedió a sus propuestas. Grey estaba convencido de que las fronteras de las colonias sudafricanas debían ser ampliadas, pero no pudo obtener apoyo del gobierno británico para ello. Todavía estaba trabajando en busca de este apoyo, cuando estalló nuevamente la guerra con los maoríes y se decidió que Grey debía ser enviado de nuevo a Nueva Zelanda como gobernador. 